# Crocanthemum carolinianum
Crocanthemum carolinianum är en solvändeväxtart som först beskrevs av Thomas Walter, och fick sitt nu gällande namn av Édouard Spach. Crocanthemum carolinianum ingår i släktet Crocanthemum och familjen solvändeväxter. Inga underarter finns listade i Catalogue of Life.